# Club Progresista
Club Progresista – argentyński klub piłkarski z siedzibą w mieście Gerli leżącym w obrębie zespołu miejskiego Buenos Aires.

## Historia
Klub Progresista założony został w 1907 roku. W 1921 roku klub awansował do pierwszej ligi mistrzostw organizowanych przez federację Asociación Argentina de Football. W pierwszoligowym debiucie w 1922 roku klub zajął przedostatnie, 16. miejsce.
W 1923 roku Progresista zajął 12. miejsce, w 1924 20. miejsce, a w 1925 najlepsze w historii 10. miejsce. W 1926 roku było 16. miejsce. W 1927 doszło do połączenia się konkurencyjnych federacji piłkarskich, jednak klub Progresista nie uzyskał prawa gry w połączonej lidze. Nigdy już nie wrócił do najwyższej ligi Argentyny.
W ciągu 5 sezonów spędzonych w pierwszej lidze Progresista rozegrał 105 meczów, z których wygrał 25, zremisował 28 i przegrał 52, uzyskując 78 punktów. Klub zdobył 128 bramek i stracił 164 bramki.
Wychowankiem klubu był Antonio Sastre, późniejszy dwukrotny mistrz Ameryki Południowej.